# Супергравітація
Супергравітація (від супер- і лат. gravitas — тяжкість) — узагальнення загальної теорії відносності (ЗТВ) на основі суперсиметрії; або часто: багатовимірна супергравітація — назва фізичних теорій, що включають додаткові виміри, суперсиметрію і гравітацію.
Термін був введений фізиками, які бажали отримати перевагу від використання суперсиметрії при побудові теорії «Великого об'єднання», яка полягала в тому, що при цьому відбувається часткове скорочення найбільш інтенсивних квантових флуктуацій, пов'язане з парами частинок-суперпартнерів, яке допомагає пом'якшити протиріччя, що виникають при спробі включення в квантову механіку гравітації.

## Зв'язок з іншими теоріями
Різні теорії супергравітації можна отримати за допомогою трьох різних підходів:
- супергравітація як узагальнення загальної теорії відносності,
- супергравітація як низькоенергетична межа теорій суперструн,
- супергравітація як узагальнення деяких альтернативних теорій гравітації з включенням суперсиметрії.

## Класифікація теорій супергравітації в просторі-часі різних вимірів
Супергравітація — теорія гравітації з локальною суперсиметрією.

### Алгебри Лі простору-часу

#### Алгебра Лі— Пуанкаре
{\displaystyle M_{\mu \nu }=i(x_{\mu }\partial _{\nu }-x_{\nu }\partial _{\mu }),}{\displaystyle P_{\mu }=-i\partial _{\mu }}— генератори алгебри Пуанкаре
{\displaystyle [M^{\mu \nu },M^{\rho \sigma }]=-i(\eta ^{\mu \rho }M^{\nu \sigma }+\eta ^{\nu \sigma }M^{\mu \rho }-\eta ^{\mu \sigma }M{\nu \rho }-\eta ^{\nu \rho }M^{\mu \sigma })}
{\displaystyle [P^{\mu },M^{\nu \rho }]=i(\eta ^{\mu \nu }P^{\sigma }-\eta ^{\mu \rho }P^{\nu })}
{\displaystyle [P^{\mu },P^{\nu }]=0}

#### Де-сіттерівська і анти-де-сіттерівська просторово-часові алгебри
{\displaystyle [M^{\mu \nu },M^{\rho \sigma }]=-i(\eta ^{\mu \rho }M^{\nu \sigma }+\eta ^{\nu \sigma }M^{\mu \rho }-\eta ^{\mu \sigma }M^{\nu \rho }-\eta ^{\nu \rho }M^{\mu \sigma })}
{\displaystyle [P^{\mu },M^{\nu \rho }]=i(\eta ^{\mu \nu }P^{\sigma }-\eta ^{\mu \rho }P^{\nu })}
{\displaystyle [P^{\mu },P^{\nu }]=-iv^{2}\Delta M^{\mu \nu }}
{\displaystyle \Delta =1:} анти-де-сіттерівська алгебра
{\displaystyle \Delta =-1:} де-сіттерівська алгебра
{\displaystyle \Delta =0:} Пуанкаре алгебра

#### Конформна алгебра
{\displaystyle [M^{\mu \nu },M^{\rho \sigma }]=-i(\eta ^{\mu \rho }M^{\nu \sigma }+\eta ^{\nu \sigma }M^{\mu \rho }-\eta ^{\mu \sigma }M{\nu \rho }-\eta ^{\nu \rho }M^{\mu \sigma })}
{\displaystyle [P^{\mu },M^{\nu \rho }]=i(\eta ^{\mu \nu }P^{\sigma }-\eta ^{\mu \rho }P^{\nu })}
{\displaystyle [P^{\mu },P^{\nu }]=0}
{\displaystyle [M^{\mu \nu },D]=0}
{\displaystyle [D,P^{\mu }]=iP^{\mu }}
{\displaystyle [K^{\mu },K^{\nu }]=0}
{\displaystyle [D,K^{\mu }]=-iK^{\mu }}
{\displaystyle [M^{\mu \nu },K^{\rho }]=-i(\eta ^{\mu \rho }K^{\nu }-\eta ^{\nu \rho }K^{\mu })}
{\displaystyle [P^{\mu },K^{\nu }]=-2i(\eta ^{\mu \nu }D+M^{\mu \nu })}
{\displaystyle [M^{\nu \rho },P^{\rho }]=i(\eta ^{\nu \rho }P^{\mu }-\eta ^{\mu \rho }P^{\nu })}
{\displaystyle D} — генератор масштабних трансляцій, {\displaystyle K^{\mu }} — генератор конформних перетворень.

### Спінори в довільних розмірностях
Для класифікації можливих теорій в просторі-часі довільної розмірності необхідно знати, спінори яких типів можуть бути визначені в кожному вимірі. Спінори в D вимірах — величини, перетворені в спінорному представленні групи Лоренца {\displaystyle SO(1,D-1)}. У більш загальному випадку розглядаються спінорні представлення групи {\displaystyle SO(t,s)} з інваріантною метрикою.
{\displaystyle \eta _{\mu \nu }={\text{diag(}}\underbrace {-1,...,-1} _{t},\underbrace {+1,...,+1} _{s}),\qquad D=t+s}.